# Tango (taniec towarzyski)

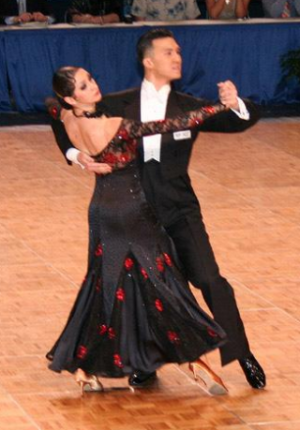
Tango turniejowe

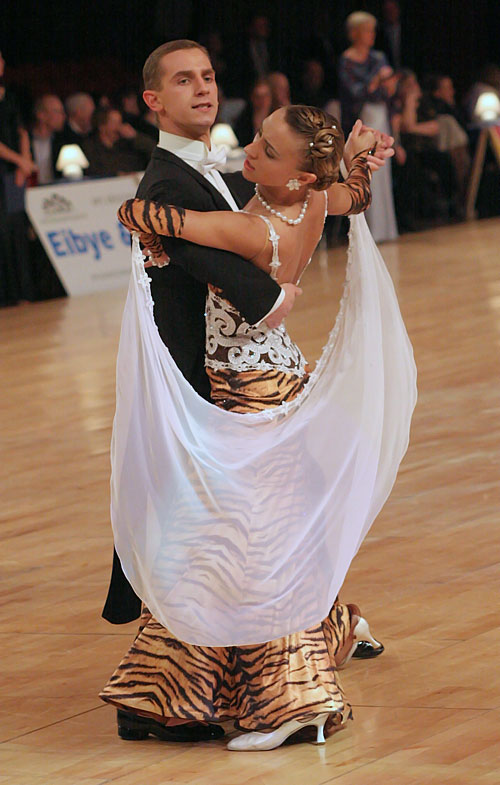
Tango turniejowe

Tango – taniec towarzyski pochodzący z Buenos Aires w Argentynie i Montevideo w Urugwaju. Tango jest także rodzajem muzyki. Obecnie istnieje wiele form tanga, zarówno muzycznych jak i tańca – tango argentyńskie (i jego odmiany tango vals, tango nuevo, milonga), tango amerykańskie, tango warszawskie, tango fińskie, tango międzynarodowe. 

## Muzyka
Najbardziej znane tanga to:
- na świecie:
  - La Cumparsita – Gerardo Matos Rodríguez
  - El Choclo – Ángel Villoldo
  - A Media Luz - Donato
  - Jalousie – Jacob Gade
  - Ole guapa – Anton Malando
  - Tango milonga jako Oh, Donna Clara – Jerzy Petersburski
  - Libertango - Astor Piazzolla

- w Polsce:
  - Tango milonga – Jerzy Petersburski
  - To ostatnia niedziela – Jerzy Petersburski
  - Jesienne róże – Artur Gold
  - Nieustanne tango z albumu o tej samej nazwie - Grzegorz Ciechowski
  - Kapitańskie tango

Powszechnie znana jako tango La Paloma Sebastiána Iradiera nie jest w rzeczywistości tangiem lecz habanerą. 
Najbardziej znanymi argentyńskimi kompozytorami tang są: Astor Piazzolla, Carlos Gardel, Osvaldo Pugliese, Carlos Di Sarli, Francisco Canaro, Juan d'Arienzo i Anibal Troilo. W Polsce tanga komponowali między innymi: Jerzy Petersburski, Artur Gold, Zygmunt Białostocki, Witold Krupiński, Zygmunt Karasiński i inni.
Współczesne polskie zespoły muzyczne czerpiące inspirację z tradycyjnej tanecznej muzyki tango to m.in. Bandonegro.